# Presidenti del Governo della Navarra
Il Presidente del Governo della Navarra (in spagnolo: Presidente del Gobierno de Navarra) è il capo del governo della Navarra.
L'attuale detentore di questa funzione è, dal 6 agosto 2019, María Chivite del Partito Socialista Operaio Spagnolo.
Tra il 1983 e il 2001, ha portato il titolo di (Presidente della deputazione provinciale) (in spagnolo Presidente della Diputación Foral de Navarra).

## Elenco
Presidente della Deputazione provinciale della Navarra (1979-1984)
| Immagine  | Presidente (nascita-morte)              | Mandato                          | Partito |
| --------- | --------------------------------------- | -------------------------------- | ------- |
| del Burgo | Jaime Ignacio del Burgo (1942)          | 16 aprile 1979 - 28 aprile 1980  | UCD     |
|           | Juan Manuel Arza Muñuzuri (1932-2019)   | 28 aprile 1980 - 14 gennaio 1984 | UCD     |
| del Burgo | Jaime Ignacio del Burgo Tajadura (1942) | 14 gennaio 1984 - 15 maggio 1984 | UCD     |

Presidente del Governo della Navarra (dal 1984)
| Immagine  | Presidente (nascita-morte)      | Mandato                            | Partito   |
| --------- | ------------------------------- | ---------------------------------- | --------- |
| Urralburu | Gabriel Urralburu Tainta (1950) | 15 maggio 1984 - 19 ottobre 1991   | PSN-PSOE  |
| Alli      | Juan Cruz Alli Aranguren (1942) | 19 ottobre 1991 - 3 luglio 1995    | UPN-PP    |
| Otano     | Javier Otano Cid (1946)         | 3 luglio 1995 - 19 giugno 1996     | PSN-PSOE  |
| Alli      | Juan Cruz Alli Aranguren (1942) | 19 giugno 1996 - 18 settembre 1996 | CDN       |
| Sanz      | Miguel Sanz Sesma (1952)        | 18 settembre 1996 - 1º luglio 2001 | UPN-PP    |
| Barcina   | Yolanda Barcina Angulo (1960)   | 1º luglio 2011 - 22 luglio 2015    | UPN       |
| Barkos    | Uxue Barkos Berruezo (1964)     | 22 luglio 2015 - 6 agosto 2019     | Geroa Bai |
| Chivite   | María Chivite (1978)            | 6 agosto 2015 - in carica          | PSN-PSOE  |